# John Watson (filozof)
John Watson (25. února 1847, Glasgow, Skotsko — 27. ledna 1939, Kingston (Ontario)) byl kanadský filozof.

## Životopis
Watson, jenž získal filozofické vzdělání na Glasgowské univerzitě, přesídlil roku 1872 do Kanady a více než čtvrt století přednášel na Královské univerzitě (Queen's University) filozofii.

## Názory
Watson vycházel z hlavních těží Cairdova novohegelovského idealismu a opíral se o Kantovu kritickou filozofii.